# Lijst van personen overleden in september 2016
Dit is een lijst van bekende personen die zijn overleden in september 2016.

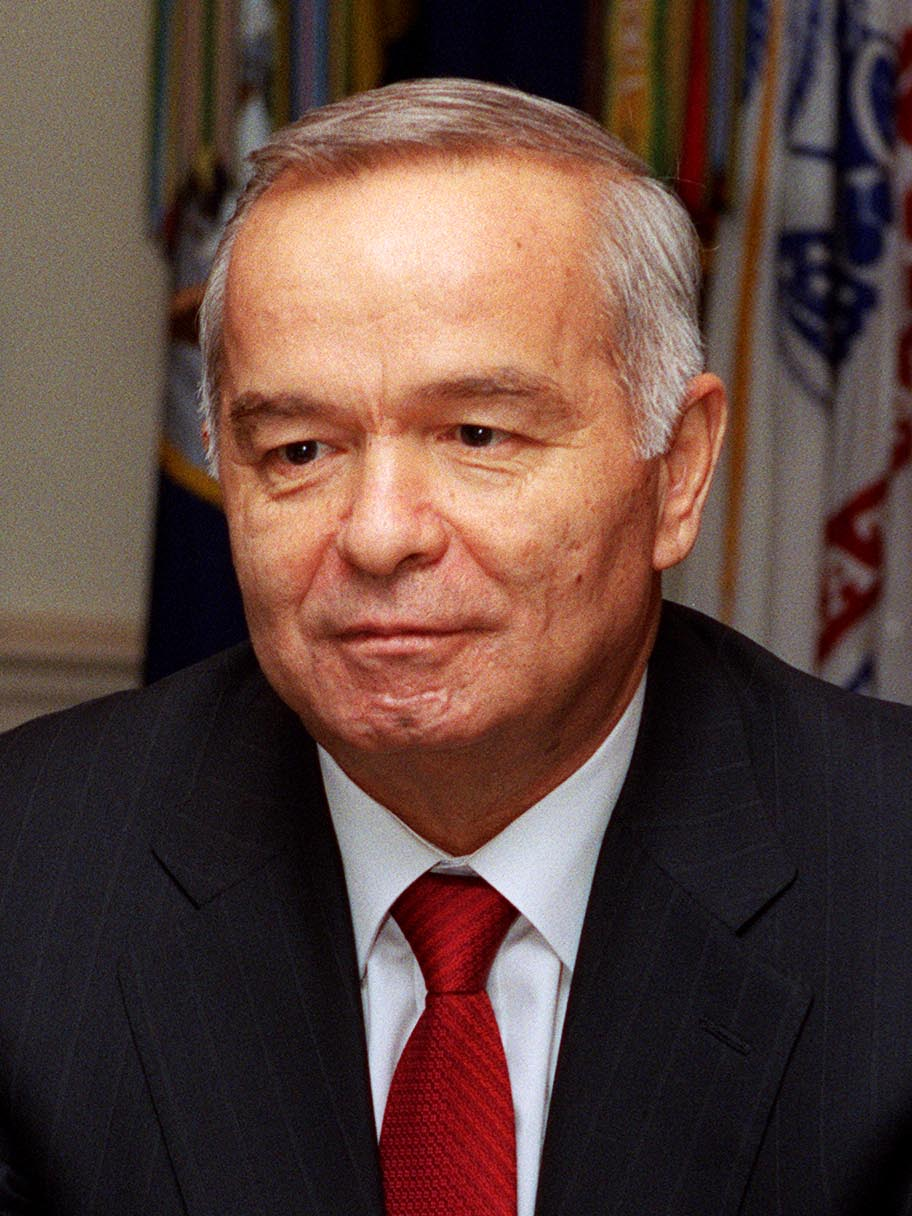
Islom Karimov
2 september

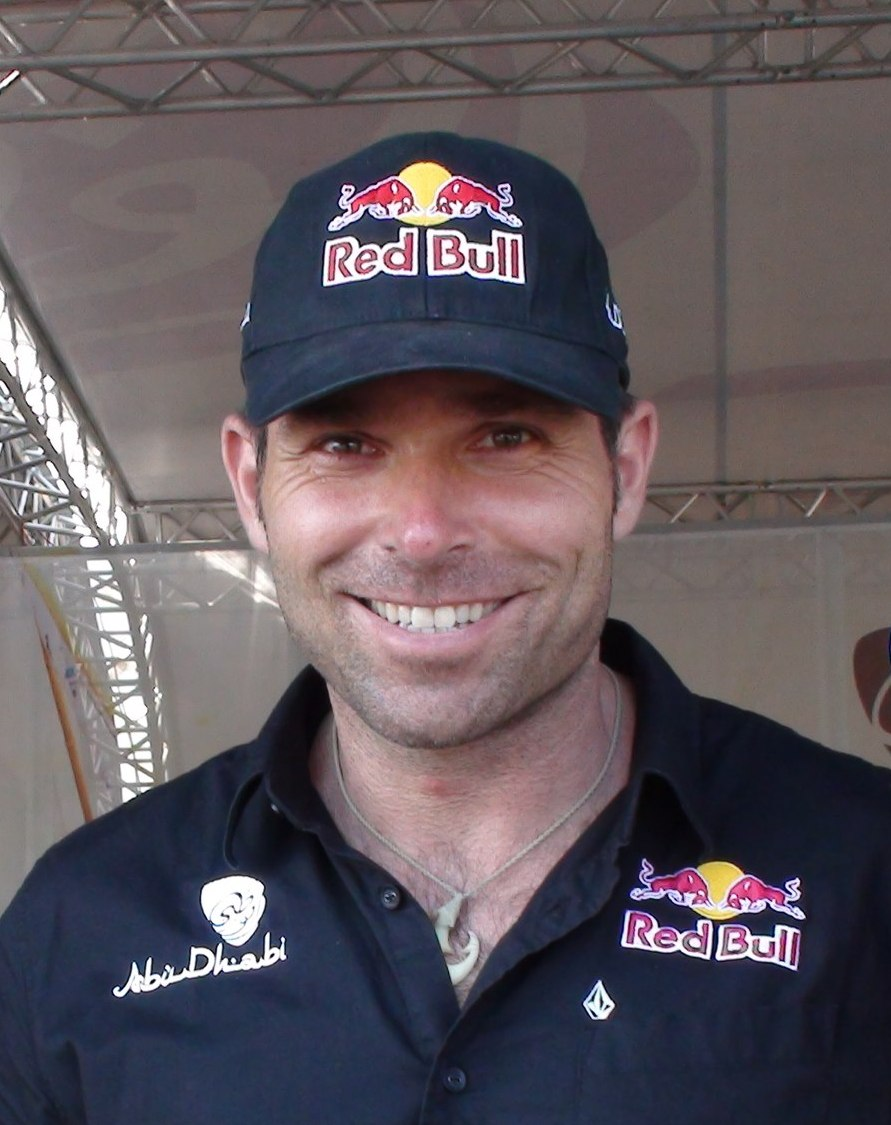
Hannes Arch
8 september

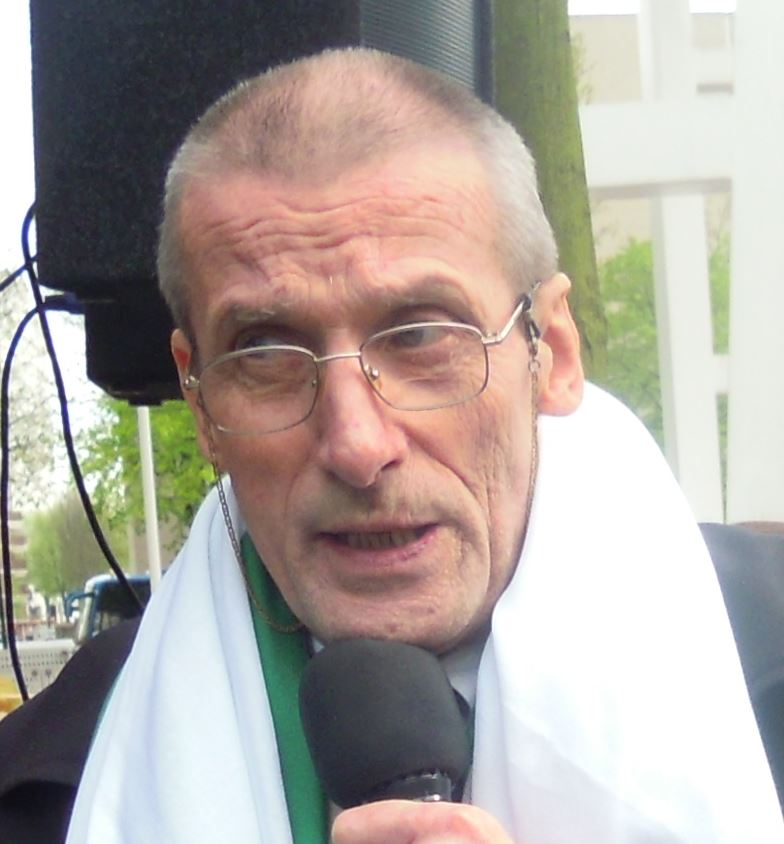
Marten Fortuyn
10 september

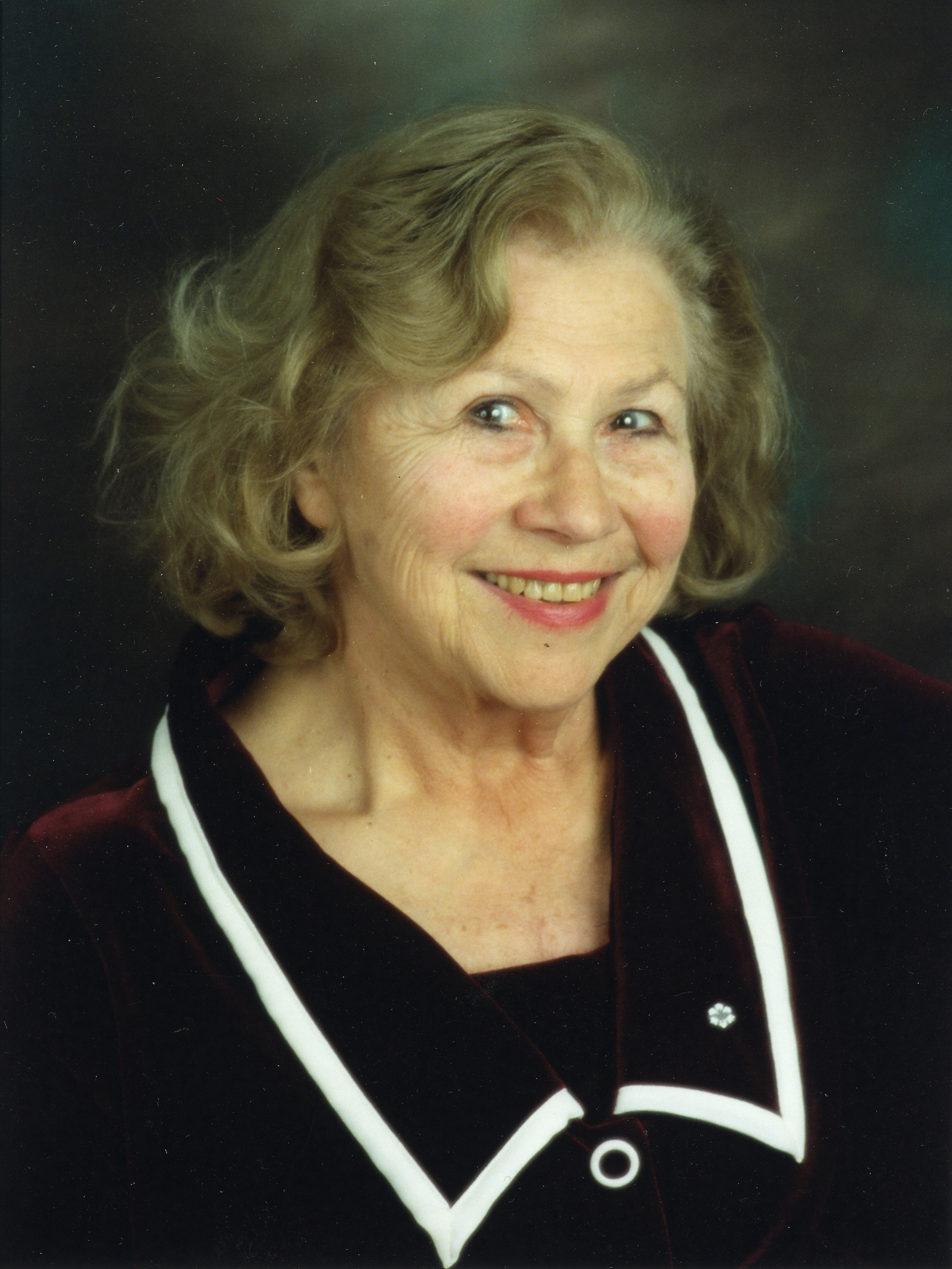
Ellen Burka
12 september

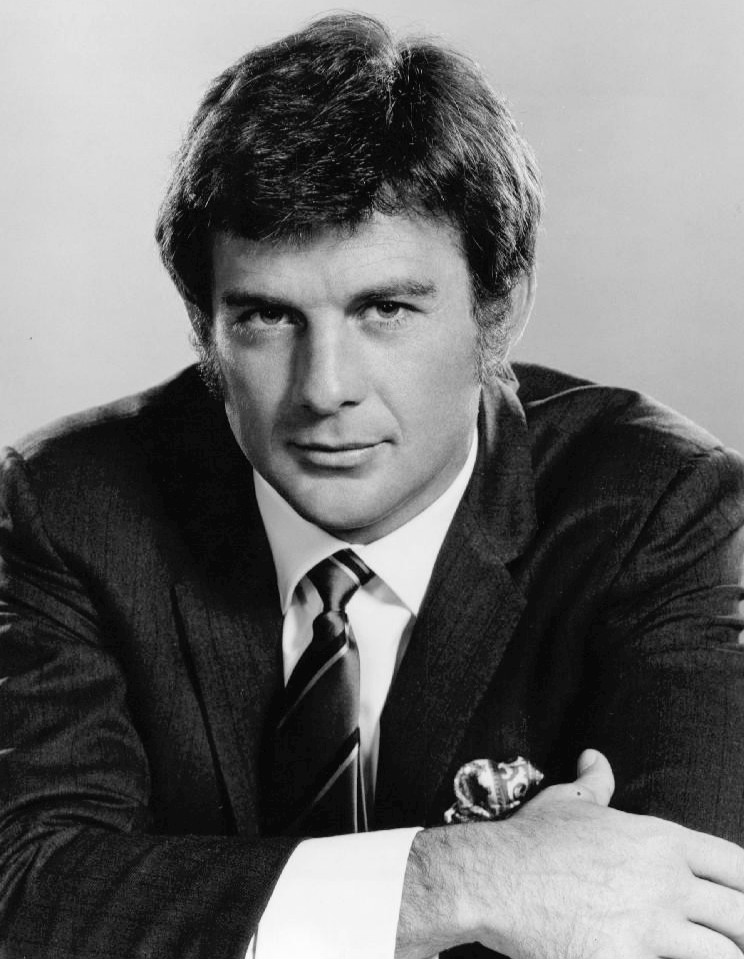
James Stacy
15 september

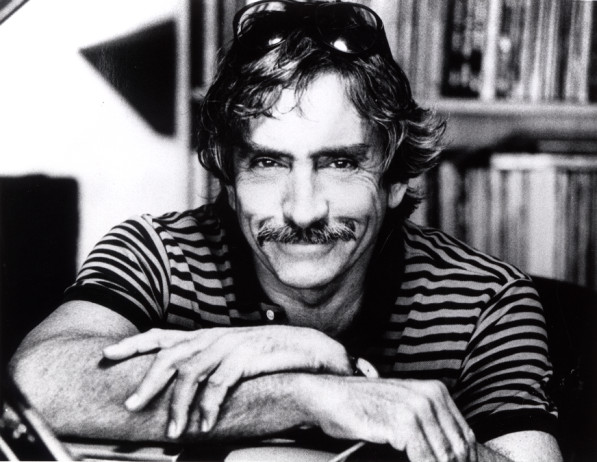
Edward Albee
16 september

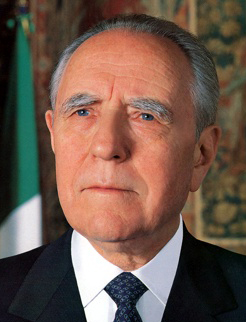
Carlo Azeglio Ciampi
16 september

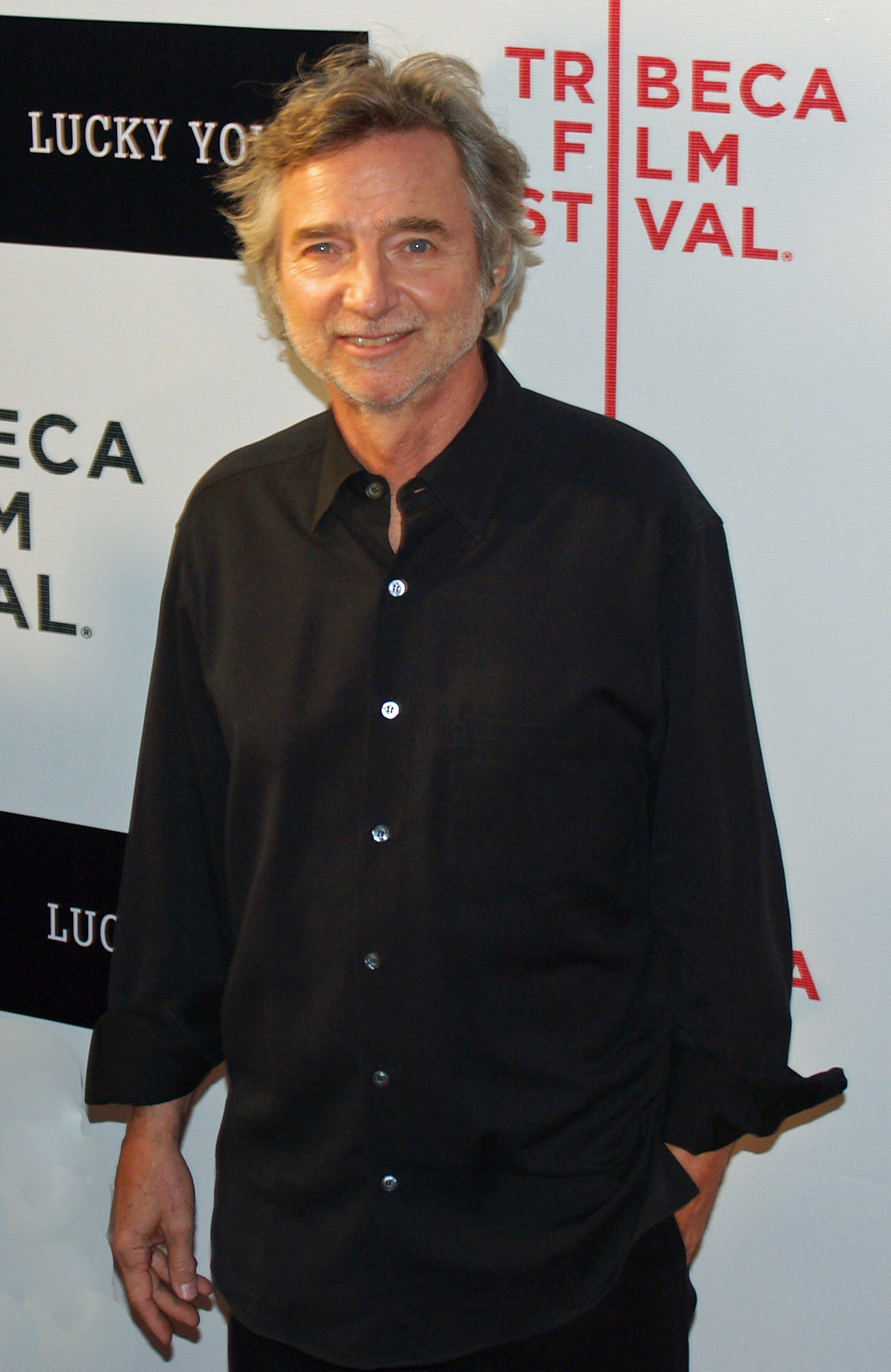
Curtis Hanson
20 september

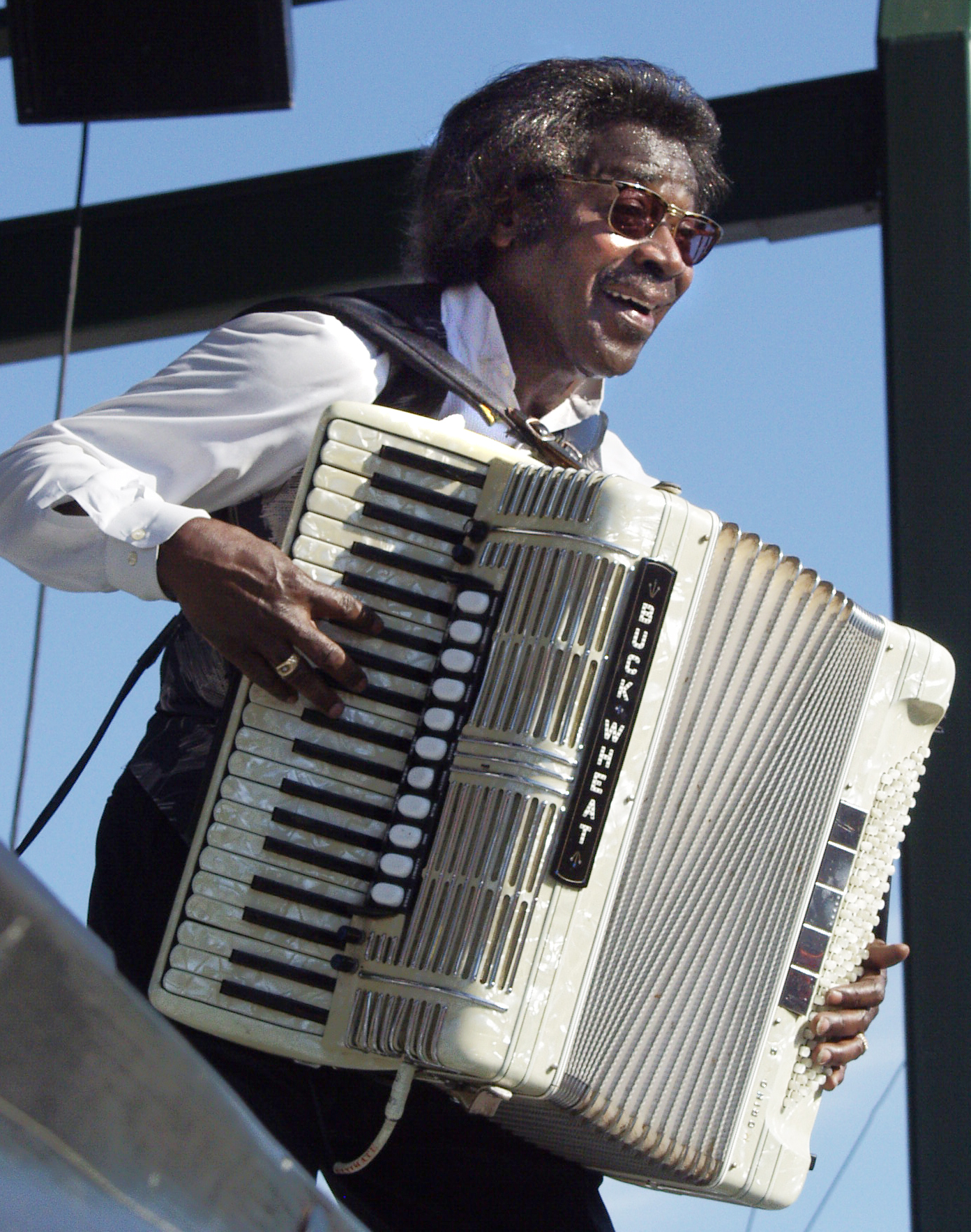
Buckwheat Zydeco
24 september

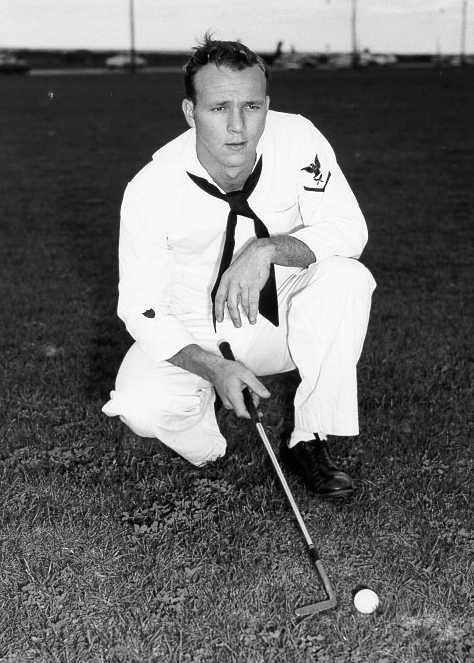
Arnold Palmer
25 september

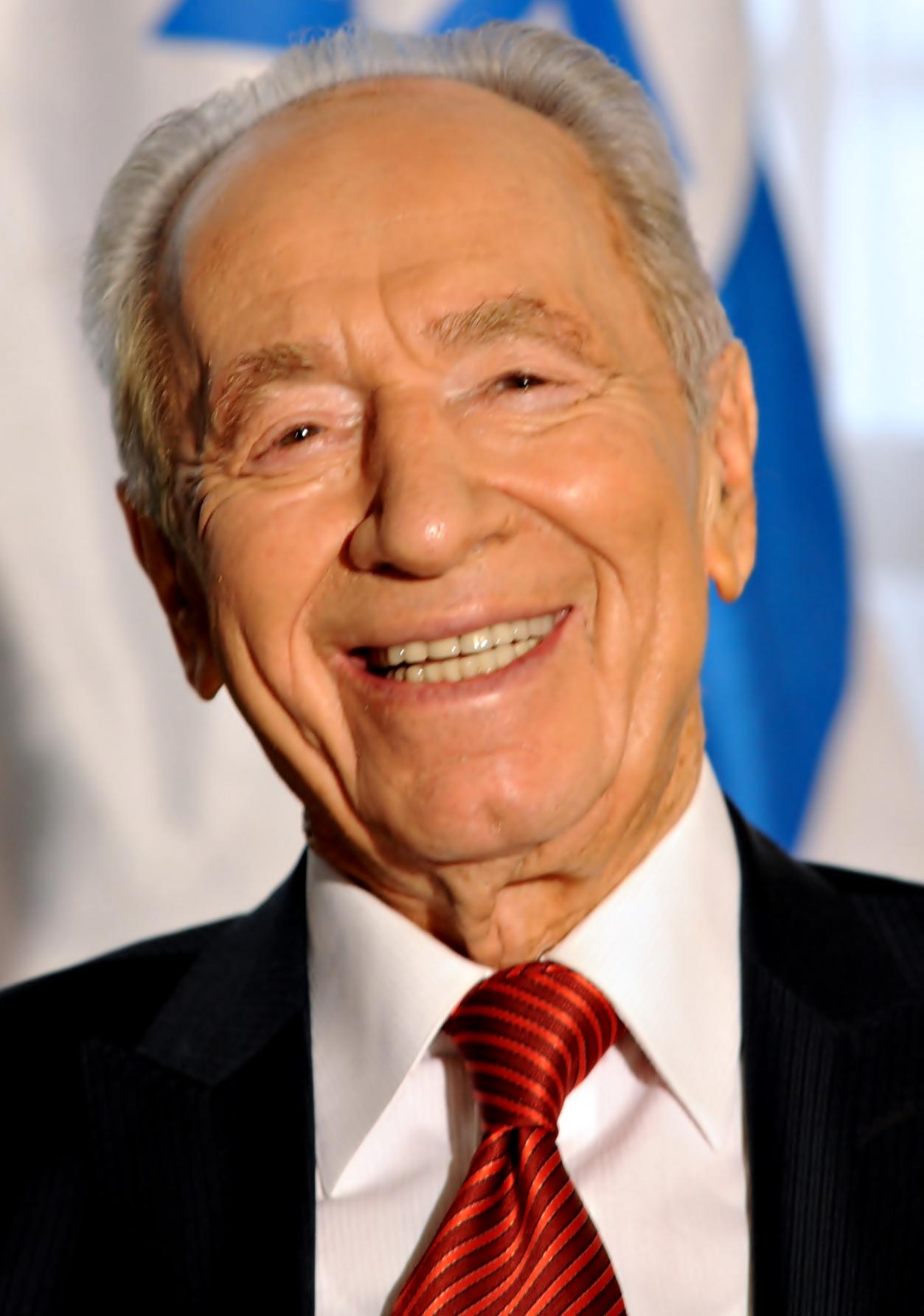
Shimon Peres
28 september

| 1 | 2 | 3 | 4 | 5 | 6 | 7 | 8 | 9 | 10 | 11 | 12 | 13 | 14 | 15 | 16 | 17 | 18 | 19 | 20 | 21 | 22 | 23 | 24 | 25 | 26 | 27 | 28 | 29 | 30 |
| - | - | - | - | - | - | - | - | - | -- | -- | -- | -- | -- | -- | -- | -- | -- | -- | -- | -- | -- | -- | -- | -- | -- | -- | -- | -- | -- |

### 1 september
- Frans ten Bos (79), Schots rugbyspeler[1]
- Fred Hellerman (89), Amerikaans zanger, gitarist en liedjesschrijver[2]
- Jon Polito (65), Amerikaans acteur[3]

### 2 september
- Islom Karimov (78), president van Oezbekistan[4]
- Jerry Heller (75), Amerikaans ondernemer[5]
- Daniel Willems (60), Belgisch wielrenner[6]

### 3 september
- Mir Quasem Ali (63), Bengalees moslimleider[7]
- Leslie H. Martinson (101), Amerikaans film- en tv-regisseur[8]
- Jean-Christophe Yoccoz (59), Frans wiskundige[9]

### 4 september
- Élisabeth Collot (113), Frans supereeuwelinge[10]
- Klaus Katzur (73), Oost-Duits zwemmer[11]

### 5 september
- Alfons Coppieters (92), Belgisch burgemeester[12]
- Hugh O'Brian (91), Amerikaans acteur[13]
- Phyllis Schlafly (92), Amerikaans schrijfster en activiste[14]
- Hans Waleveld (76), Nederlands journalist[15]

### 6 september
- Guus Bakker (61), Nederlands ijshockeyer en ijshockeycoach[16]
- Cees van Berckel (84), Nederlands burgemeester[17]
- Zvonko Ivezić (67), Joegoslavisch voetballer[18]

### 8 september
- Hannes Arch (48), Oostenrijks piloot[19]
- Johan Botha (51), Zuid-Afrikaans tenor[20]
- Jacques Dominati (89), Frans politicus[21]
- Hazel Douglas (92), Amerikaans actrice[22]
- The Lady Chablis (59), Amerikaans actrice, travestiet en transgender[23]
- Prince Buster (78), Jamaicaans zanger, muziekproducer en -manager[24]

### 9 september
- Arthur del Prado (84), Nederlands ondernemer[25]
- Jörg Zink (93), Duits predikant, theoloog en schrijver[26]

### 10 september
- Marten Fortuyn (73), Nederlands ondernemer, broer van Pim Fortuyn[27]

### 11 september
- Alexis Arquette (47), Amerikaans actrice[28]
- Geert Bekaert (88), Belgisch kunst- en architectuurcriticus, -theoreticus en -historicus[29]
- Ben Idrissa Dermé (34), Burkinees voetballer[30]
- Jef Lambrecht (68), Belgisch journalist[31]
- Claude-Jean Philippe (83), Frans filmcriticus[32]
- Jaap Rang (85), Nederlands hoogleraar en ombudsman[33]

### 12 september
- Ellen Burka (95), Nederlands-Canadees kunstschaatsster en kunstschaatscoach[34]
- Sándor Csoóri (86), Hongaars dichter, essayist, schrijver en politicus[35]

### 13 september
- Artjom Bezrodny (37), Russisch voetballer[36]
- Ottavio Bugatti (87), Italiaans voetballer[37]
- Gérard Rondeau (63), Frans fotograaf[38]

### 14 september
- Ahmet Budak (34), Turks politicus[39]
- Kim McGuire (60), Amerikaans actrice[40]

### 15 september
- Rose Mofford (94), Amerikaans politicus[41]
- Domingos Montagner (54), Braziliaans acteur[42]
- James Stacy (79), Amerikaans acteur[43]

### 16 september
- Tarik Akan (66), Turks acteur[44]
- Edward Albee (88), Amerikaans toneelschrijver[45]
- Gabriele Amorth (91), Italiaans geestelijke[46]
- Carlo Azeglio Ciampi (95), Italiaans politicus[47]
- António Mascarenhas Monteiro (72), president van Kaapverdië[48]
- Tonny Nüsser (93), Nederlands jazzdrummer[49]
- Hovhannes Tcholakian (97), Turks bisschop[50]
- Nel van der Zee (95), Nederlands schrijfster[51]

### 17 september
- Charmian Carr (73), Amerikaans actrice[52]
- Carmelo Dominador Flores Morelos (85), Filipijns bisschop[53]
- Bahman Golbarnezhad (48), Iraans paralympisch wielrenner[54]
- Sigge Parling (86), Zweeds voetballer[55]
- Jack Pinas (91), Surinaams ontwerper[56]
- Rolf Peter Sieferle (67), Duits historicus, socioloog en politicoloog[57]

### 18 september
- Michel Filleul (73), Belgisch politicus[58]
- David Kyle (97), Amerikaans sciencefictionschrijver[59]
- Lee Ho-cheol (84), Zuid-Koreaans schrijver[60]

### 19 september
- Bobby Breen (88), Canadees-Amerikaans acteur en zanger[61]
- Reijer Jansen (93), Nederlands voetballer[62]
- Zerka T. Moreno (99), Nederlands-Amerikaans psychotherapeute[63]
- Boris Trakhtenbrot (95), Israëlisch-Russisch wiskundige[64]

### 20 september
- Peter Leo Gerety (104), Amerikaans bisschop[65]
- Curtis Hanson (71), Amerikaans scenarioschrijver en regisseur[66]
- Micki Marlo (88), Amerikaans zangeres, model en nachtclubartiest[67]
- Remo Park (61), Duits componist, muziekproducent en gitarist[68]

### 21 september
- Mahmadu Alphajor Bah (39), Sierra-Leoons voetballer[69]
- Shawty Lo (40), Amerikaans rapper[70]
- John D. Loudermilk (82), Amerikaans zanger/songwriter en multi-instrumentalist[71]

### 22 september
- Irina Wjatscheslawowna Rakobolskaja (96), Russisch majoor en stafcheffin[72]

### 23 september
- Marcel Artelesa (78), Frans voetballer[73]
- Michel Rousseau (80), Frans wielrenner[74]

### 24 september
- Mel Charles (81), Welsh voetballer[75]
- Bill Nunn (62), Amerikaans acteur[76]
- Buckwheat Zydeco (68), Amerikaans accordeonist[77]

### 25 september
- Jean Boissonnat (87), Frans journalist en essayist[78]
- Henning Enoksen (80), Deens voetballer[79]
- Nahed Hattar (56), Jordaans schrijver en journalist[80]
- René Marsiglia (57), Frans voetballer en voetbaltrainer[81]
- Arnold Palmer (87), Amerikaans golfer[82]
- Joseph Sitruk (71), Frans rabbijn[83]
- Lydia Tuinenburg (76), Nederlands zangeres[84]
- Hans Veldman (59), Nederlands Amerikadeskundige en auteur[85]

### 26 september
- Jan van Ruiten (85), Nederlands politicus[86]
- Jackie Sewell (89), Engels-Zambiaans voetballer[87]

### 27 september
- Yvan Chiffre (80), Frans stuntman en regisseur[88]
- David Hahn (39), Amerikaan die probeerde een kweekreactor te bouwen in zijn eigen tuin[89]
- Sebastian Papaiani (80), Roemeens acteur[90]
- Charles Schultze (91), Amerikaans econoom[91]

### 28 september
- Jamshid Amouzegar (93), Iraans politicus[92]
- Annie Baas (83), Nederlands korfbalspeelster[93]
- Werner Friese (70), Duits voetballer[94]
- Shimon Peres (93), Israëlisch premier en president[95]

### 29 september
- Cheng Yu-tung (91), Hongkongs zakenman[96]
- Miriam Defensor-Santiago (71), Filipijns rechter en politicus[97]
- Shirley Jaffe (93), Amerikaans kunstenares[98]
- Oliver Krietsch-Matzura (46), Duits acteur[99]
- Little Royal (82), Amerikaans zanger[100]

### 30 september
- Ted Benoît (69), Frans stripverhaaltekenaar en -scenarist[101]
- Ralph Otten (67), Nederlands elektrotechnicus[102]
- Jan van der Meer (84), Nederlands burgemeester[103]

januari ·
februari ·
maart ·
april ·
mei ·
juni ·
juli ·
augustus ·
september ·
oktober ·
november ·
december
1900 ·
1901 ·
1902 ·
1903 ·
1904 ·
1905 ·
1906 ·
1907 ·
1908 ·
1909 ·
1910 ·
1911 ·
1912 ·
1913 ·
1914 ·
1915 ·
1916 ·
1917 ·
1918 ·
1919 ·
1920 ·
1921 ·
1922 ·
1923 ·
1924 ·
1925 ·
1926 ·
1927 ·
1928 ·
1929 ·
1930 ·
1931 ·
1932 ·
1933 ·
1934 ·
1935 ·
1936 ·
1937 ·
1938 ·
1939 ·
1940 ·
1941 ·
1942 ·
1943 ·
1944 ·
1945 ·
1946 ·
1947 ·
1948 ·
1949 ·
1950 ·
1951 ·
1952 ·
1953 ·
1954 ·
1955 ·
1956 ·
1957 ·
1958 ·
1959 ·
1960 ·
1961 ·
1962 ·
1963 ·
1964 ·
1965 ·
1966 ·
1967 ·
1968 ·
1969 ·
1970 ·
1971 ·
1972 ·
1973 ·
1974 ·
1975 ·
1976 ·
1977 ·
1978 ·
1979 ·
1980 ·
1981 ·
1982 ·
1983 ·
1984 ·
1985 ·
1986 ·
1987 ·
1988 ·
1989 ·
1990 ·
1991 ·
1992 ·
1993 ·
1994 ·
1995 ·
1996 ·
1997 ·
1998 ·
1999 ·
2000 ·
2001 ·
2002 ·
2003 ·
2004 ·
2005 ·
2006 ·
2007 ·
2008 ·
2009 ·
2010 ·
2011 ·
2012 ·
2013 ·
2014 ·
2015 ·
2016 ·
2017 ·
2018 ·
2019 ·
2020 ·
2021 ·
2022 ·
2023 ·
2024 ·
2025